# Rynek Wodny w Zamościu

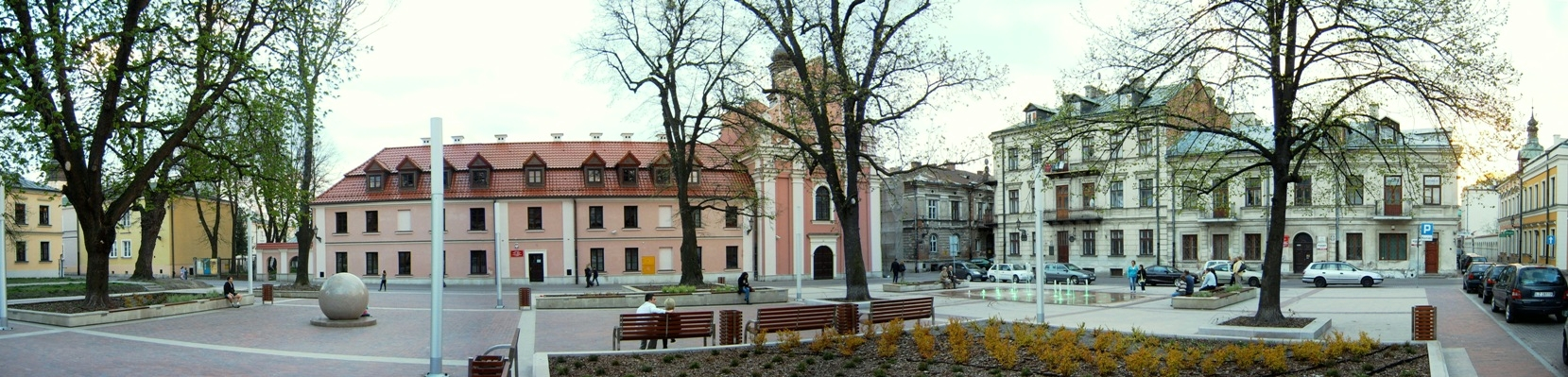
Rynek Wodny (widok od północy - ul. S. Żeromskiego)

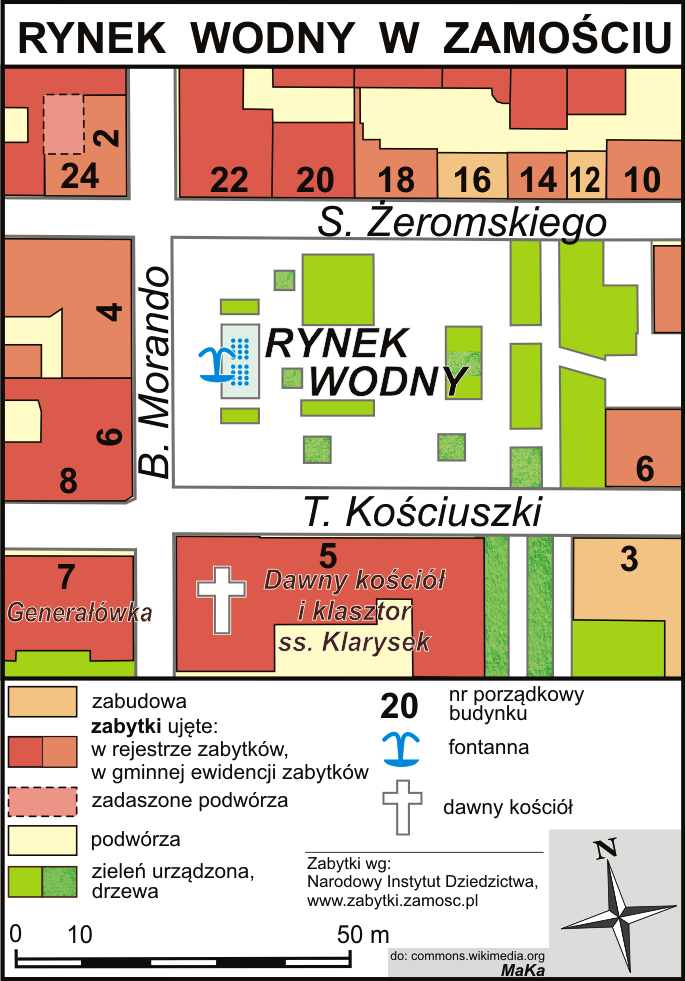
Plan Rynku Wodnego

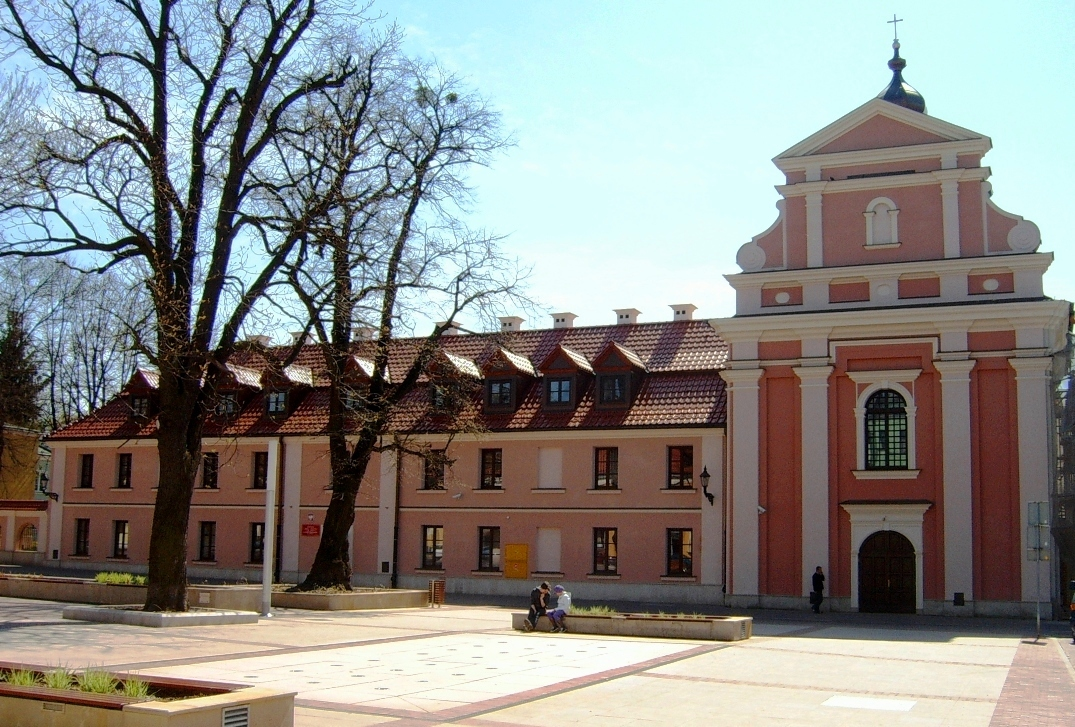
Dawny kościół i klasztor ss. Klarysek

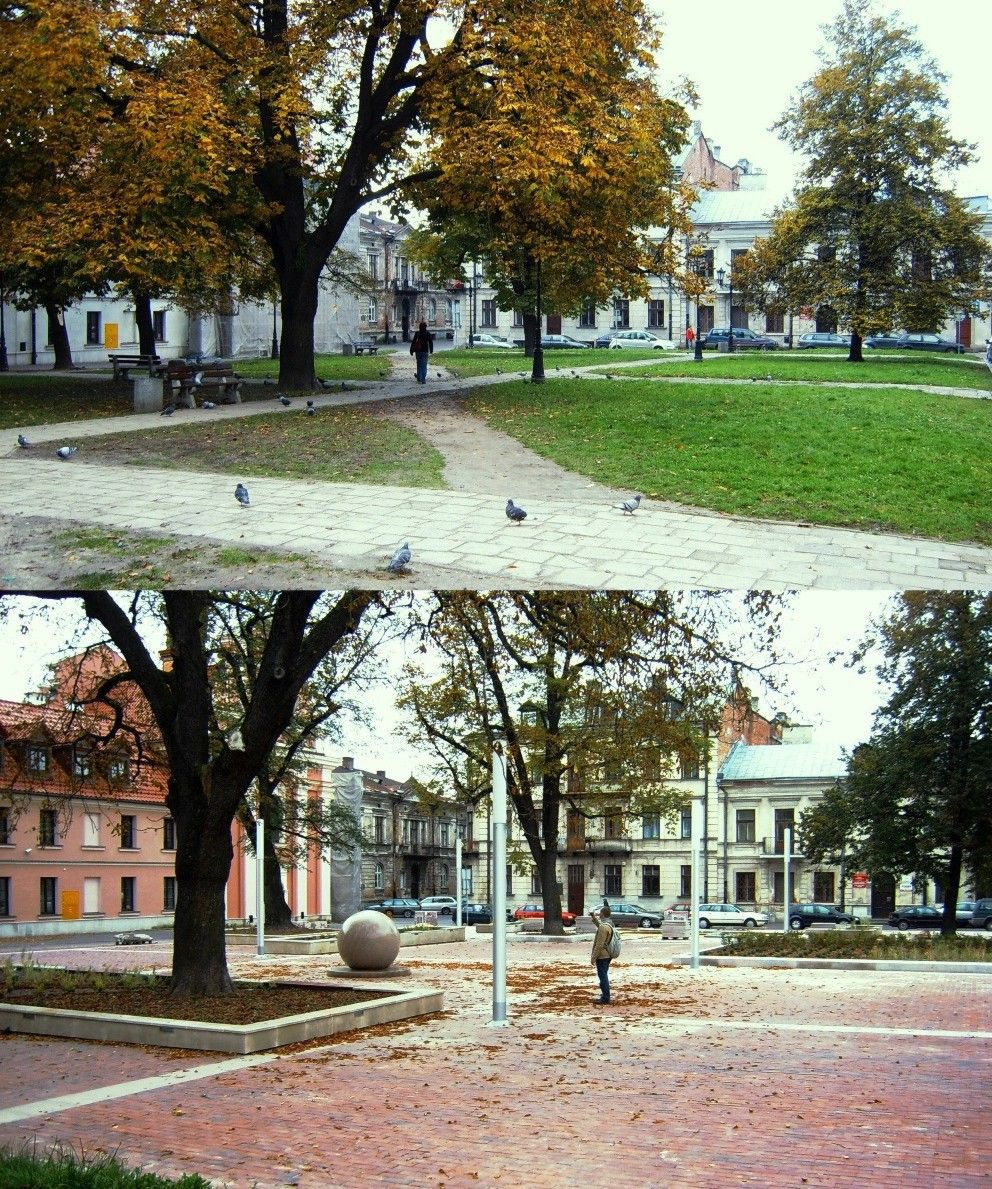
Rynek Wodny przed remontem (u góry, 2009 r.) i podczas końcowych prac remontowych (u dołu, 2010 r.)(widok w kierunku południowo-zachodnim)

Rynek Wodny – jeden z placów na Starym Mieście w Zamościu. Znajduje się w południowej części staromiejskiej dzielnicy. Jest jednym z trzech rynków położonych na linii północ-południe, przecinającej także Rynek Wielki oraz Rynek Solny, stanowiącej ważną oś kompozycji zespołu Starego Miasta.
W odróżnieniu od dwóch pozostałych rynków, wspomniana oś, tj. ul. B. Morando, nie przebiega centralnie przez ten rynek i nie przecina go na dwie części - Rynek Wodny ma kształt prostokąta, zajmuje teren na wschód od tej ulicy (od północy ograniczony jest ul. S. Żeromskiego, od południa ul. T. Kościuszki, od wschodu zabudową przy ul. Bazyliańskiej), o wymiarach 50 na ok. 65 metrów.
Nazwa tego placu związana jest najprawdopodobniej z lokalizacją blisko południowej linii murów zamojskiej twierdzy, za którą znajdowały się tereny zalewowe ("Wielka Zalewa"). Ponadto nie przypadała mu funkcja handlowa, typowa dla tego typu placów, ale rezydencjonalna - mieściły się przy nim głównie domy ważniejszych mieszkańców Zamościa. Pierwotnie położony był bardziej w kierunku zachodnim, posiadał równe wymiary, tj. 50 na 50 metrów (przebiegała przezeń obecna ul. B. Morando 
dzieląc go na dwie połowy), zaś w każdej pierzei były po 4 parcele pod zabudowę zajęte nieistniejącymi już kamienicami z podcieniem. Układ ten jednak nie został zachowany, gdyż na przełomie XVIII i XIX wieku rynek uległ przesunięciu na wschód, co mogło być związane ze zmianami, jakich dokonywano w Zamościu podczas okresu rozbiorów. W dwudziestoleciu międzywojennym urządzono w jego miejscu skwer z drzewami i ławkami – takie zagospodarowanie pozostało do roku 2010.
Obecnie zabudowa wokół rynku jest zróżnicowana. Od północy, przy ul. S. Żeromskiego, ciągnie się pas kamienic o zbliżonym, harmonijnym wyglądzie (wchodzących w blok zabudowy z podwórzem i elewacją również od przeciwnej strony, tj. Rynku Wielkiego), po zachodniej stronie (ul. B. Morando) stoją nieco większe, bardziej zróżnicowane kamienice, od wschodu podwórze kamienicy przy ul. Bazyliańskiej, a po południowej stronie, przy ul. T. Kościuszki, stoi najbardziej reprezentatywny w tej części Starego Miasta zespół dawnego kościoła i klasztoru sióstr Klarysek (kościół barokowy, z 1696 r.; klasztor dobudowany w latach 1757–1775). Podobnie jak wiele innych budynków, po zajęciu miasta przez zaborców, zespół ten utracił pierwotny, bogatszy wygląd w związku z przeznaczeniem na funkcje magazynowe i wojskowe; w późniejszym czasie wykorzystywany był na cele kulturalne, a po II wojnie światowej jako dom dziecka. W 2002 r. zdecydowano o przeniesieniu tu państwowej szkoły muzycznej, ale dopiero w 2007 r. te niszczejące budynki objęto gruntownymi pracami remontowymi, dzięki którym już w 2009 r. przywrócono częściowo dawny wygląd kościoła (m.in. fasadę, wieżę, dach oraz szczyty od frontu i z tyłu), jaki pełni funkcję sali koncertowej (zaś w dawnym klasztorze znajdują się miejsca dydaktyczne). Przywrócenie do użyteczności tego gmachu wraz z zupełnie nową funkcją jest kolejnym przykładem procesów rewitalizacji w zamojskiej dzielnicy staromiejskiej.
W 2010 r. przestrzeń Rynku Wodnego została objęta gruntowną zmianą (w ramach jednego z miejskich projektów), nadającą mu zupełnie nowy wygląd i zagospodarowanie, stosowniej odpowiadające jego nazwie – niemal całość rynku to plac przeznaczony wyłącznie dla pieszych z jedyną na Starym Mieście fontanną ze świetlną iluminacją. W planach istnieje także odbudowa nowego ciągu kamienic we wschodniej pierzei Rynku.